# Anthony Olubunmi Okogie
Anthony Olubunmi Okogie (sinh 1936) là một Hồng y người Nigeria của Giáo hội Công giáo Rôma. Ông hiện đảm nhận vai trò Hồng y Đẳng Linh mục Nhà thờ S. Maria del Monte Carmelo a Mostacciano. Ông từng đảm trách vai trò Tổng giám mục đô thành Tổng giáo phận Lagos trong suốt 39 năm, từ năm 1973 đến năm 2012.
Vốn là một giáo sĩ trong vai trò lãnh đạo giáo hội địa phương, ông từng đảm trách nhiều vai trò khác nhau trước khi tiến đến trở thành Tổng giám mục đô thành Lagos, như: giám mục phụ tá Giáo phận Oyo (1971–1972), giám mục phụ tá Tổng giáo phận Lagos (1972–1973). Ngoài lãnh đạo giáo phận được bổ nhiệm, ông còn đảm nhận vị trí quan trọng tại Hội đồng giám mục quốc gia, cụ thể là chức Chủ tịch Hội đồng Giám mục Nigeria (1988–1994); ông cũng tham gia hoạt động tại giáo triều Rôma, đảm trách vai trò Thành viên Hội đồng Hồng y Nghiên cứu Tổ chức và Giải quyết các Vấn đề Kinh tế Tòa Thánh. Ông được vinh thăng Hồng y ngày 21 tháng 10 năm 2003, bởi Giáo hoàng Gioan Phaolô II.

## Tiểu sử
Hồng y Anthony Olubunmi Okogie sinh ngày 16 tháng 6 năm 1936 tại Lagos, Nigeria. Sau quá trình tu học dài hạn tại các cơ sở chủng viện theo quy định của Giáo luật, ngày 11 tháng 12 năm 1996, Phó tế Okogie, 30 tuổi, tiến đến việc được truyền chức linh mục. Cử hành nghi thức truyền chức cho tân linh mục là Tổng giám mục John Kwao Amuzu Aggey, Tổng giám mục đô thành Tổng giáo phận Lagos. Tân linh mục đồng thời cũng là thành viên linh mục đoàn Tổng giáo phận Lagos.
Sau 5 năm thi hành các công việc mục vụ với thẩm quyền và cương vị của một linh mục, ngày 5 tháng 6 năm 1971, Tòa Thánh loan tin Giáo hoàng đã quyết định tuyển chọn linh mục Anthony Olubunmi Okogie, 35 tuổi, gia nhập Giám mục đoàn Công giáo Hoàn vũ, với vị trí được bổ nhiệm là giám mục phụ tá Giáo phận Oyo, danh nghĩa Giám mục Hiệu tòa Mascula. Lễ tấn phong cho vị giám mục tân cử được tổ chức sau đó vào ngày 29 tháng 8 cùng năm, với phần nghi thức chính yếu được cử hành cách trọng thể bởi 3 giáo sĩ cấp cao, gồm chủ phong là Giám mục Owen McCoy, M. Afr., giám mục chính tòa Giáo phận Oyo; hai vị giáo sĩ còn lại, với vai trò phụ phong, gồm có giám mục Anthony Saliu Sanusi,giám mục chính tòa Giáo phận Ijebu-Ode và Giám mục Alexius Obabu Makozi, giám mục phụ tá Giáo phận Lokoja. Tân giám mục chọn cho mình khẩu hiệu FIDES CARITAS FORTITUDO.
Sau 1 năm làm Giám mục phụ tá tại Giáo phận Oyo, Tòa Thánh quyết định thuyên chuyển giám mục Okogie đến nhiệm sở mới, Tổng giáo phận Lagos, đảm đương vị trí tương đương tại giáo phận cũ là Giám mục phụ tá. Chưa đầy một năm sau đó, Giám mục Okogie được Tòa Thánh thăng Tổng giám mục, qua việc bổ nhiệm giám mục này làm Tổng giám mục đô thành Tổng giáo phận Lagos. Thông báo về việc bổ nhiệm này được công bố cách rộng rãi vào ngày 13 tháng 4 năm 1973.
Bằng việc tổ chức công nghị Hồng y năm 2003 được cử hành chính thức vào ngày 21 tháng 10, Giáo hoàng Gioan Phaolô II đưa ra quyết định vinh thăng Tổng giám mục Anthony Olubunmi Okogie tước vị danh dự của Giáo hội Công giáo, Hồng y. Tân Hồng y thuộc Đẳng Hồng y Linh mục và Nhà thờ Hiệu tòa được chỉ định là Nhà thờ S. Maria del Monte Carmelo a Mostacciano. Tân Hồng y đã cử hành các nghi thức nhận nhà thờ hiệu tòa của mình vào ngày 22 tháng 5 năm 2004.
Ngoài lãnh đạo giáo phận được bổ nhiệm, ông còn đảm nhận vị trí quan trọng tại Hội đồng giám mục quốc gia, vị trí Chủ tịch Hội đồng Giám mục Nigeria từ năm 1988 đến năm 1994. Ngoài ra, ông cũng tham gia hoạt động tại giáo triều Rôma, đảm trách vai trò Thành viên Hội đồng Hồng y Nghiên cứu Tổ chức và Giải quyết các Vấn đề Kinh tế Tòa Thánh, từ ngày 3 tháng 2 năm 2007 đến ngày 25 tháng 5 năm 2012.
Ngày 25 tháng 5 năm 2012, Tòa Thánh chấp thuận đơn hồi hưu của ông, vì lý do tuổi tác, theo Giáo luật.